# التحالف الجمهوري الديمقراطي
التحالف الجمهوري الديمقراطي (بالفرنسية: Alliance démocratique)‏ هو حزب سياسي فرنسي، أسس في 21 أكتوبر 1901، وحل في 6 يناير 1949.

## أعضاء بارزون
- كود سباركل
- تحديث القائمة

- ريمون بوانكاريه
- ألبير فرانسوا لوبران
- رينيه كوتي
- أرمان فاليير
- بول ديشانيل
- إيميل لوبيه
- Louis Barthou
- بول رينو
- أندريه تارديو
- André Maginot